# Mark Rothko
Mark Rothko (/ˈrɒθkoʊ/), tên khai sinh Markus Yakovlevich Rotkovich (tiếng Nga: Ма́ркус Я́ковлевич Ротко́вич, tiếng Latvia: Markuss Rotkovičs; 25 tháng 9 năm 1903 - 25 tháng 2 năm 1970), là một họa sĩ người Mỹ gốc Nga Do Thái. Mặc dù Rothko đã từ chối tuân theo bất kỳ phong trào nghệ thuật, ông thường được xác định là một họa sĩ chủ nghĩa biểu hiện trừu tượng. Cùng với Jackson Pollock và Willem de Kooning, ông là một trong những nghệ sĩ nổi tiếng người Mỹ trong giai đoạn hậu chiến tranh.